# Half Way Tree
Half Way Tree is de hoofdstad van de parish Saint Andrew op Jamaica. Half Way Tree is niet zozeer een afzonderlijke plaats, maar een centraal gelegen wijk in de agglomeratie Kingston.